# Apotema

Apotema d'un hexàgon

L'apotema d'un polígon regular és un segment que va des del centre del polígon al punt mitjà d'un dels seus costats. O definit de manera equivalent, és el segment traçat des del centre del polígon que és perpendicular a un dels seus costats. La paraula "apotema" també es pot referir a la longitud d'aquest segment. Només els polígons que són regulars poden tenir apotemes. Per això, tots els apotemes d'un polígon són congruents i tenen la mateixa longitud.
Per a una piràmide regular, que és una piràmide que té de base un polígon regular, l'apotema és l'altura inclinada d'una cara lateral, és a dir, la distància més curta de l'àpex a la base d'una cara determinada. Per a una piràmide regular truncada (una piràmide regular amb alguns dels seus pics eliminat per un pla paral·lel a la base), l'apotema és l'alçada d'una cara lateral trapezoïdal.

## Propietats de l'apotema
L'apotema a es pot utilitzar per trobar l'àrea que qualsevol polígon regular de n costats i amb longitud del costat s segons la següent fórmula, que també determina que l'àrea és igual al perímetre per l'apotema dividit entre dos, ja que ns = p.
{\displaystyle A={\frac {nsa}{2}}={\frac {pa}{2}}.}
Aquesta fórmula s'obté dividint el polígon de n costats en n triangles isòsceles congruents. Així, l'apotema és l'altura de cada triangle i s'obté la fórmula tenint en compte que l'àrea del triangle és igual a la base per l'altura dividit per dos.
L'apotema d'un polígon regular sempre és el radi de la circumferència inscrita. També és la distància mínima entre qualsevol costat del polígon i el seu centre.

## Càlcul de l'apotema
L'apotema d'un polígon regular es pot trobar de diverses maneres. A continuació es mostren algunes fórmules pràctiques per trobar-ho.
L'apotema a d'un polígon regular de n costats de longitud s i circumradi R (radi de la circumferència circumscrita), es pot trobar utilitzant una de les següents fórmules:
{\displaystyle a={\frac {s}{2\tan(\pi /n)}}=R\cos(180^{\circ }/n)={\frac {1}{2}}s\tan \!\left({\frac {90^{\circ }(n-2)}{n}}\right).}
Les fórmules es poden utilitzar igualment si només es coneixen el perímetre p i el nombre de costats n perquè {\displaystyle s={\frac {p}{n}}.}